# Colina Juozapinė

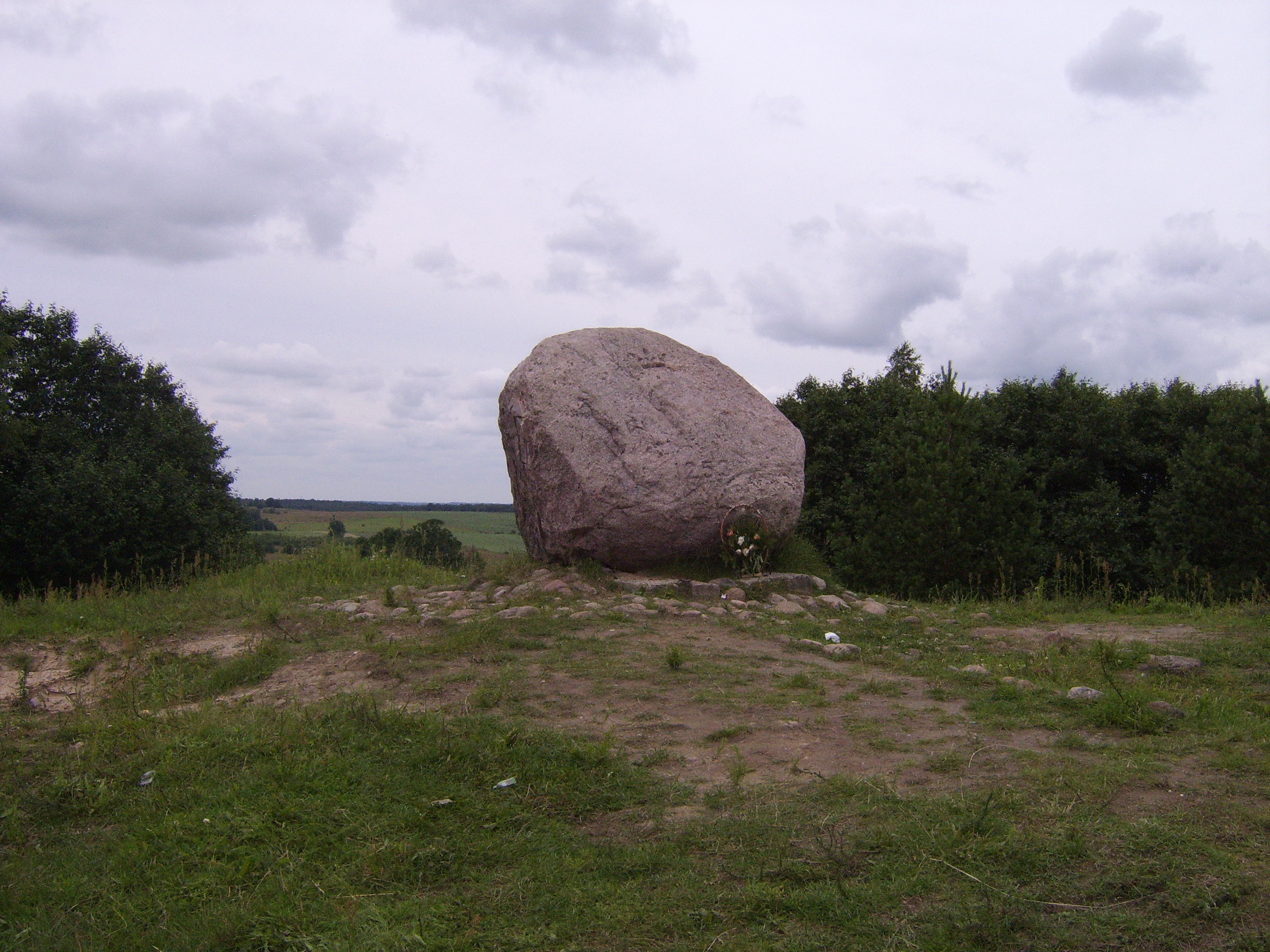
Colina Juozapinė.

La colina Juozapinė es una colina ubicada cerca de Vilna, anteriormente considerada como el punto más alto de Lituania. 

## Características
Su elevación es de 292,7 metros; su latitud y longitud son 54.4667/25.5667. El estatus de punto más alto en Lituania ahora se atribuye a la colina Aukštojas (293,84 metros). 
La colina Juozapinė es en realidad sólo la tercera elevación en Lituania, siendo la segunda la colina Kruopinė (Žybartonys) (293,65 metros) situado aproximadamente de 10 kilómetros al oeste de la colina Juozapinė.